# Сташа Бајац
Сташа Бајац (Београд, 9. новембар 1985) српски је драмски писац и сценариста.

## Биографија
Завршила је Филолошку гимназију и Музичку школу Мокрањац. Дипломирала је драматургију на Факултету драмских уметности а мастерирала на Универзитету уметности у Берлину.
Била је део кампуса за талентоване уметнике Берлинског и Сарајевског филмског фестивала.
Победница је петог Хартефактовог регионалног Конкурса за најбољи ангажовани целовечерњи драмски текст, са драмом “Овај ће бити другачији”.
Бавила се копирајтином, новинарством и превођењем.

## Дела
- Овај ће бити другачији, Атеље 212, 2019.[7]
- Ова ће бити иста, Атеље 212, 2021.[8]

Сценарији
- Четвртак
- Влажност
- Асиметрија[9]
- Група
- Жигосани у рекету
- Реконструкција
- Звечарке